# Grafem
Grafém je najmanjša teoretična enota pisave, ki odgovarja najmanjši glasovni enoti: je torej fonem pri abecednih pisavah, zlog pri zlogovnih pisavah, morfem pri logografskih pisavah. Konkretno se grafem izrazi (= napiše) z grafom, na primer v slovenščini se grafem za glas "b" lahko predstavi z različnimi grafi, ki odgovarjajo različnim zapisom (tipografijam ali fontom) ali oblikam ročne pisave. Grafeme pišemo med  lomljenima oklepajema, na primer grafem za fonem /f/ (in hkrati tudi za glas/alofon [f]) v angleščini je <ph>.
Isti grafem je lahko predstavljen z različnimi pisnimi znamenji, na primer z dodatkom ločevalnih in naglasnih znamenj, pa tudi z razlikovanjem med velikimi in malimi črkami. V teh slučajih gre za alografe.
Poleg črk so grafemi tudi arabske številke, ligature in ločila.